# Трасинова, Зарема Абдурахмановна
Зарема Трасинова (укр. Зарема Трасінова, крымскотат. Zarema Trasinova; род. 17 декабря 1939 года, Симферополь, Крымская АССР, РСФСР, СССР) — крымскотатарская художница-график, книжная иллюстратор, заслуженная художница Автономной Республики Крым.

## Биография
Родилась 17 декабря 1939 года в Симферополе.
В мае 1944 года вместе с семьей была депортирована советским правительством из Крыма в Узбекскую ССР.
С 1958 по 1963 год училась в художественном училище имени Павла Бенькова в Ташкенте. В дальнейшем обучалась на отделении книжной графики Ташкентского театрально-художественного института имени Островского, закончив его в 1972 году.
С 1972 года работала в книжном издательстве имени Гафура Гуляма в Ташкенте, где оформила около 200 книг, часть из которых были удостоены почетных дипломов на международных конкурсах.
В 1976 году стала членом Национального союза художников Украины, которая в то время была в составе Союза художников СССР. Участница международных выставок.
В 1994 году переехала на постоянное место жительства в Крым.
Замужем за крымскотатарским художником Алимом Усеиновым. Имеет двух дочерей и троих внуков.

## Творчество
Ведущая тема творчества художницы – традиции и фольклор крымских татар. Создавала графику, натюрморты, пейзажи и живописные произведения («Ирисы», «Мечты розового сада», «Пери», «Благословение Беасальской долины» и другие).
Всего было оформлено более 300 иллюстрированных книг, в частности, сборники крымскотатарского фольклора, поэзию, детскую литературу и произведения, посвященные депортации крымских татар (этой теме была посвящена серия иллюстраций «Черные ветры 1944 года»).
Заремой Трасиновой были иллюстрированы следующие книги:
- Детская сборник поэта Биляла Мамбетова «Качине озеро» (первая оформленная ею книга), 1971;
- «Анекдоты Ахмет-Аха», 1976;
- Книги стихов классика крымскотатарской поэзии Ашика Умера, 1976;
- Сборник стихов классика узбекской поэзии Мукими, 1978;
- «Дестанлар» («Эпопеи»), 1980;
- «Тапмаджалар» («Загадки»), 1988;
- Крымскотатарский букварь «Элифбе», 1989;
- «Легенды и сказки крымских татар», 1991;
- Поэма «Великая надпись в честь Культегина» (в крымском издательстве «Доля»).

В 2004 году посвятила 60-летию депортации своего народа выставку собственных работ в Союзе художников Крыма. Были представлены иллюстрации более 300 книг, десятки литографий, графических и живописных произведений.